# Pistoles a la frontera
Pistoles a la frontera (títol original: Cattle King i també coneguda com Guns of Wyoming) és una pel·lícula de western estatunidenca de 1963 dirigida per Tay Garnett. És protagonitzada per Robert Taylor i Robert Loggia. Està doblada al català.

## Argument
S'està preparant un conflicte a Wyoming. Atrapats a costats oposats es troben Sam Brassfield, que construeix tanques per protegir les seves terres, i Clay Mathews, un baró del bestiar decidit a mantenir els camps oberts.

## Repartiment
- Robert Taylor com Sam Brassfield
- Robert Loggia com Johnny Quatro
- Joan Caulfield com Sharleen Travers
- Robert Middleton com Clay Mathews
- Larry Gates com President Chester A. Arthur
- Malcolm Atterbury com Abe Clevenger
- William Windom com Harry Travers
- Virginia Christine com Ruth Winters
- Richard Devon com Vince Bodine
- Ray Teal com Ed Winters
- Bob Ivers com Webb Carter
- Maggie Pierce com June Carter
- Woodrow Parfrey com Stafford
- John Mitchum com Tex

## Taquilla
Segons els registres de MGM, la pel·lícula va guanyar 435.000 dòlars als EUA i Canadà i 650.000 dòlars a altres llocs, la qual cosa va suposar un guany de 20.000 dòlars.